# Ocilla
Die Stadt Ocilla ist der County Seat des Irwin County im US-Bundesstaat Georgia.

## Geographie
Die nächsten größeren Städte sind Valdosta (80 Kilometer südlich) und Macon (160 Kilometer nördlich). Atlanta liegt etwa 280 Kilometer entfernt.

## Geschichte
Ocilla wurde 1880 gegründet. 1897 erhielt der Ort Town-Status und 1902 City-Status.

## Demographische Daten
Laut der Volkszählung von 2010 verteilten sich die damaligen 3414 Einwohner auf 1069 bewohnte Haushalte, was einen Schnitt von 2,57 Personen pro Haushalt ergibt. Insgesamt bestehen 1236 Haushalte. 
68,7 % der Haushalte waren Familienhaushalte (bestehend aus verheirateten Paaren mit oder ohne Nachkommen bzw. einem Elternteil mit Nachkomme) mit einer durchschnittlichen Größe von 3,16 Personen. In 39,8 % aller Haushalte lebten Kinder unter 18 Jahren sowie in 28,6 % aller Haushalte Personen mit mindestens 65 Jahren.
26,9 % der Bevölkerung waren jünger als 20 Jahre, 30,1 % waren 20 bis 39 Jahre alt, 24,6 % waren 40 bis 59 Jahre alt und 18,3 % waren mindestens 60 Jahre alt. Das mittlere Alter betrug 34 Jahre. 51,7 % der Bevölkerung waren männlich und 48,3 % weiblich.
39,5 % der Bevölkerung bezeichneten sich als Weiße, 57,7 % als Afroamerikaner, 0,1 % als Indianer und 0,8 % als Asian Americans. 0,7 % gaben die Angehörigkeit zu einer anderen Ethnie und 1,1 % zu mehreren Ethnien an. 1,9 % der Bevölkerung bestand aus Hispanics oder Latinos.
Das durchschnittliche Jahreseinkommen pro Haushalt lag bei 21.710 USD, dabei lebten 38,0 % der Bevölkerung unter der Armutsgrenze.

## Sehenswürdigkeiten
Das Irwin County Courthouse sowie die Ocilla Public School sind im National Register of Historic Places gelistet.

## Verkehr
Ocilla wird von den U.S. Highways 129 und 319 sowie von den Georgia State Routes 32 und 90 durchquert.
Der nächste Flughafen ist der rund 100 Kilometer südlich gelegene Flughafen Valdosta.

## Bildung
Ocilla verfügt über eine öffentliche High School sowie eine Primary- und eine Elementary-School.

## Persönlichkeiten
- Willene Barton (1928–2005), Jazz-Saxophonistin
- Dave Prater (1937–1988), Teil des Soul-Duos Sam & Dave
- Paul Grant Rogers (1921–2008), Vertreter von Florida US-Repräsentantenhaus